# Horné Zahorany
Horné Zahorany é um município da Eslováquia, situado no distrito de Rimavská Sobota, na região de Banská Bystrica. Tem 5,24 km² de área e sua população em 2018 foi estimada em 119 habitantes.

## Demografia
| Ano:        | 1994 | 2004   | 2014   | 2024    |
| ----------- | ---- | ------ | ------ | ------- |
| Broj ljudi: | 144  | 143    | 129    | 102     |
| Razlika:    |      | -0,69% | -9,79% | -20,93% |

| Ano:               | 2023 | 2024   |
| ------------------ | ---- | ------ |
| Número de pessoas: | 99   | 102    |
| Diferença:         |      | +3,03% |